# Akhnaton (Agatha Christie-színdarab)
Az Akhnaton Agatha Christie 1937-es színdarabja.
A „krimi királynőjéről” kevesen tudják, hogy lelkes amatőr történész is volt. A színdarab történetének alapjául szolgáló legendát, mely Ehnaton fáraóról, a feleségéről, Nofertitiről, és az utódjáról, Tutanhamonról szól, az a Howard Carter mesélte el az írónőnek, aki 1922-ben Tutanhamon sírját is felfedezte.
Agatha Christie egyik legkülönlegesebb színdarabja az ókori Egyiptom mindennapjaiba kalauzol el bennünket - garantáltan egy új oldalát ismerhetjük meg az írónőnek.
Színpadon Magyarországon még nem mutatták be.

## Szereplők
- Meriptah
- Horemheb
- Tyi
- Akhnaton
- Írnok
- Núbiai szolga
- Ay
- Nofertiti
- Nezzemut
- Para
- Bek
- Ptahmosze
- Tutanhamon

## Szinopszis
Krisztus előtt 1350-et írunk. Akhnaton, a fiatal, felvilágosult fáraó megpróbálja meggyőzni népét, hogy hagyjanak fel végre pogány és politeista nézeteikkel, és csak a Napistenben, Atonban higgyenek.
Akhnaton víziója egy békés, felvilágosult királyságról, melyben az emberek békében és szeretetben élnek egymás mellett végül a rögeszméjévé válik, és felemészti az ifjú fáraót.